# Lepnica szkarłatna
Lepnica szkarłatna (Silene coeli-rosa (L.) Gordon) – gatunek rośliny jednorocznej należący do rodziny goździkowatych (Caryophyllaceae). Pochodzi z południowo-zachodniej Europy (Włochy, Francja, Hiszpania) oraz Afryki Północnej (Maroko, Tunezja, Algieria). Jest uprawiana w cieplejszych rejonach Europy jako roślina ozdobna

## Morfologia
ŁodygaWidlasto rozgałęziona, wysokości do 50 cm.
LiścieWąskolancetowate.
KwiatyPłatki korony czerwone lub białe, rozcięte. Kwiaty o średnicy do 4 cm.